# مهنية هندسة البرمجيات
المهنية في هندسة البرمجيات هي حركة لجعل هندسة البرمجيات مهنة، مع تناول جوانب مثل برامج الدرجة والشهادة، الجمعيات المهنية، الأخلاقيات المهنية، والترخيص الحكومي. يعد هذا المجال تخصصًا مرخصًا في تكساس في الولايات المتحدة (مجلس تكساس للمهندسين المهنيين، منذ عام 2013)، وجمعية المهندسين الأسترالية (مُنح اعتماد الدورة التعليمية منذ عام 2001، وليس الترخيص)، والعديد من المقاطعات في كندا.

## لمحة تاريخية
في عام 1993، بدأ آي تربل إي (معهد مهندسي الكهرباء والإلكترونيات)، بالتعاون مع رابطة مكائن الحوسبة، جهدًا مشتركًا يسمى جاي سي إي أس إي بّي، الذي تطور إلى إس دبليو إي سي سي (لجنة تنسيق هندسة البرمجيات) في عام 1998 لاستكشاف إمكانية جعل هندسة البرمجيات مهنة. انسحبت رابطة مكائن الحوسبة من اللجنة في مايو 1999، معترضة على دعم اللجنة لجهود تكساس على إضفاء الطابع المهني، للحصول على تراخيص حكومية لمهندسي البرمجيات. قدّرت رابطة مكائن الحوسبة أن حالة المعرفة والممارسة في مجال هندسة البرمجيات غير ناضجة إلى حد لا يبرر الترخيص، وأن الترخيص يعطي ضمانات زائفة بشأن الكفاءة حتى وإن كان حجم المعرفة ناضجًا. استمر معهد مهندسي الكهرباء والإلكترونيات في دعم جعل هندسة البرمجيات فرع من الهندسة التقليدية.
في كندا، نظمت الجمعية الكندية لمعالجة المعلومات عملية إصدار الشهادات لمهنية نظم المعلومات. بحلول أواخر تسعينيات القرن العشرين (1999 في كولومبيا البريطانية) أنشِئ رسميًا أيضًا تخصص هندسة البرمجيات كتخصص هندسي مهني. تسبب ذلك في بعض النزاعات بين الجمعيات الهندسية الإقليمية والشركات التي تتصل بمهندسي البرمجيات المطورين التابعين لها، على الرغم من عدم حصول هؤلاء المطورين على ترخيص من أي جمعية هندسية.
في عام 1999، شُكل فريق هندسة البرمجيات كجزء من التسوية بين جمعية الهندسة الكندية وجامعة ميموريال في نيوفاوندلاند بشأن استخدام المدرسة لمصطلح «هندسة البرمجيات» تحت مسمى برنامج علوم الحاسوب. أثيرت مخاوف بشأن الاستخدام غير الملائم لاسم «هندسة البرمجيات» لوصف البرامج غير الهندسية الذي يمكن أن يؤدي إلى التباس لدى الطلاب والعامة، وتهديد السلامة العامة في النهاية. أصدر الفريق توصيات لإنشاء مجلس اعتماد لهندسة البرمجيات، ولكن لم تتمكن فرقة العمل المنشأة لتنفيذ التوصيات من إقناع مختلف أصحاب المصلحة بالموافقة على مقترحات محددة، ما أسفر عن إنشاء مجالس اعتماد مستقلة.

## أخلاقيات
تعد أخلاقيات هندسة البرمجيات مجالًا كبيرًا. بدأ الأمر بطريقة ما كمحاولة غير واقعية لتعريف الأخطاء البرمجية على أنها غير أخلاقية. في الآونة الأخيرة، عُرّف على أنه تطبيق كل من علم الحاسوب والفلسفة الهندسية والمبادئ والممارسات على تصميم نظم البرمجيات وتطويرها. نظرًا إلى هذا التركيز الهندسي وزيادة استخدام البرمجيات في الأنظمة البشرية الحرجة وذات المهمات الهامة، حيث يمكن أن يؤدي الفشل إلى خسائر كبيرة في رأس المال ولكن الأهم من ذلك في الأرواح، مثل نظام ثيراك 25، وُضعت العديد من القواعد الأخلاقية من قبل عدد من المجتمعات والجمعيات والمنظمات. لدى هذه الكيانات، مثل رابطة مكائن الحوسبة، آي تربل إي، رابطة المهندسين المهنيين والعلماء الجيولوجيين لكولومبيا البريطانية، ومعهد التصديق على مهنيين الحوسبة؛ قواعد أخلاقية رسمية. يعتبر الالتزام بقواعد الأخلاقيات أمرًا مطلوبًا كشرط للانضمام إلى العضوية أو التصديق. وفقًا لمعهد التصديق على مهنيين الحوسبة، يمكن أن يؤدي انتهاك القواعد إلى إلغاء الشهادة. فضلًا عن ذلك، فإن جميع المجتمعات الهندسية تتطلب الامتثال لقوانينها الأخلاقية، ويؤدي انتهاك هذه القوانين إلى إلغاء الترخيص لممارسة الهندسة في قضاء المجتمع.
عادةً ما تشترك هذه القواعد الأخلاقية في الكثير من الأمور. ترتبط عادة بين الحاجة إلى التصرف بشكل متسق مع مصلحة العميل ومصلحة صاحب العمل، والأهم من ذلك المصلحة العامة. تبين أيضًا الحاجة إلى العمل بمهنية وتعزيز نهج أخلاقي إزاء المهنة.
وافقت كل من رابطة مكائن الحوسبة ومجتمع الحاسوب لآي تربل إي على قواعد أخلاقيات هندسة البرمجيات كمعيار لتدريس هندسة البرمجيات وممارستها.